# Emmanuel Héré

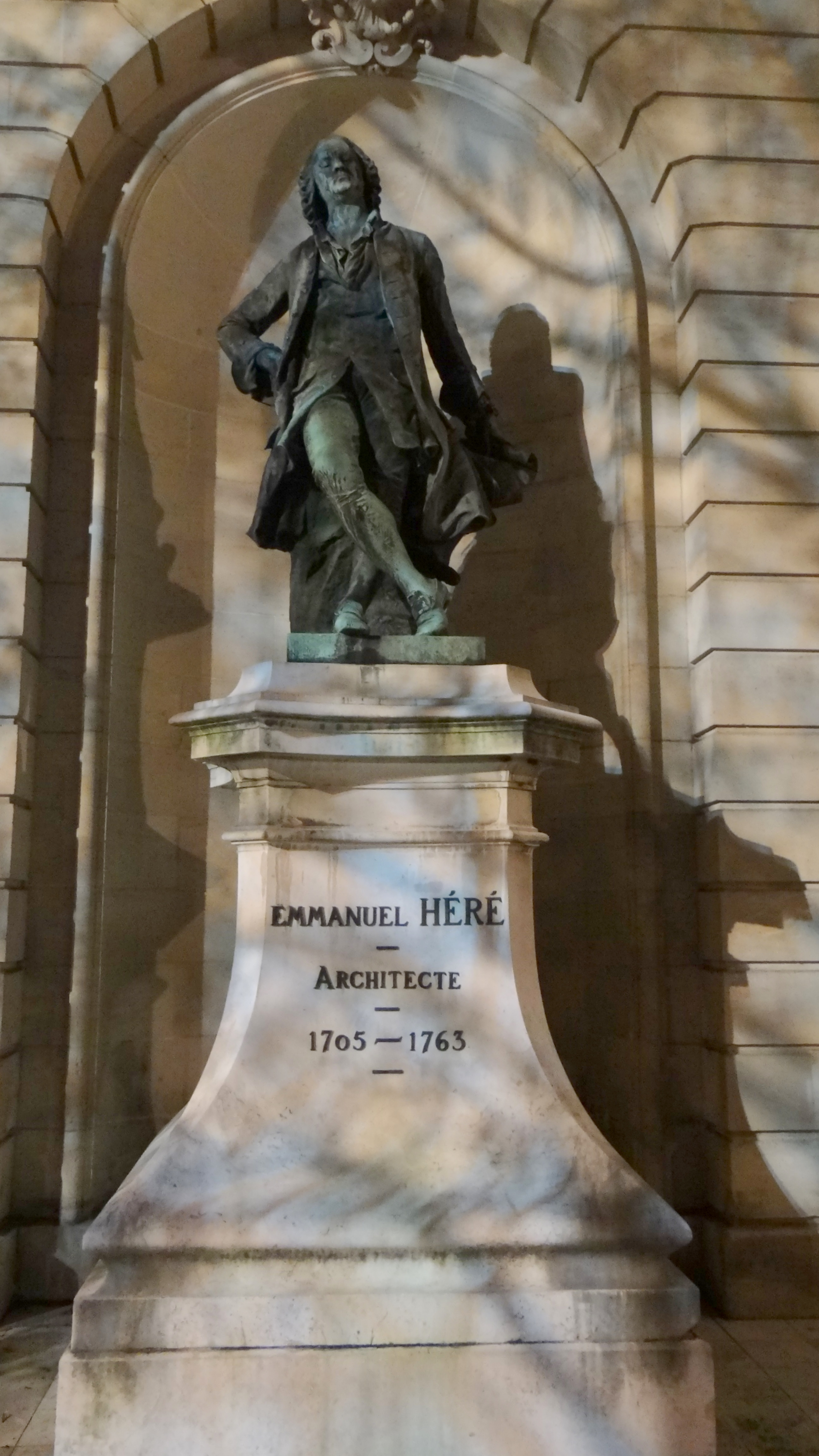

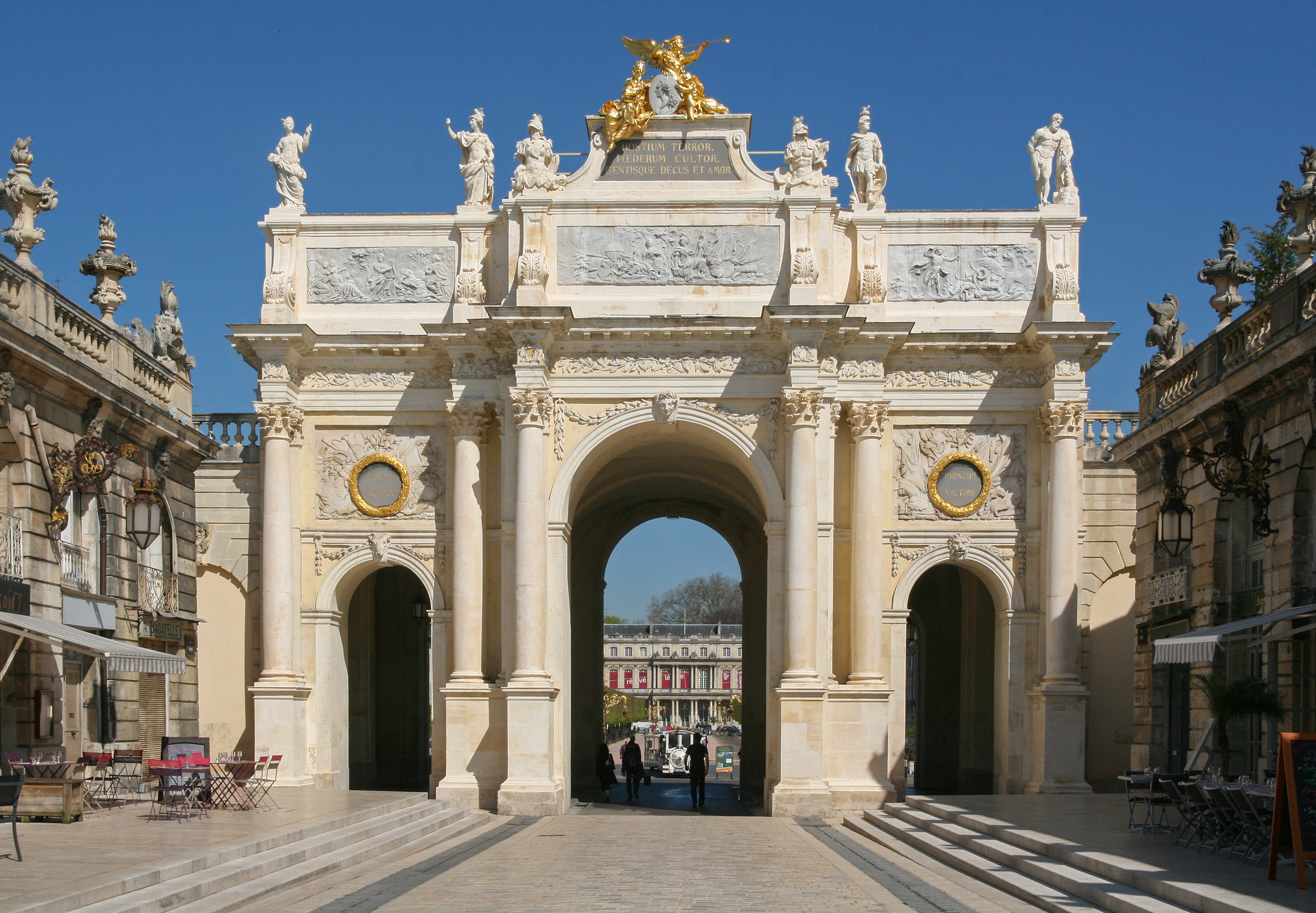
Arc Héré, Place Stanislas

Emmanuel Héré de Corny (Nancy, 12 oktober 1705 - Lunéville, 2 februari 1763) was hofarchitect van Stanislaus Leszczyński hertog van Lotharingen.
Héré zal van zijn geboortestad Nancy een pareltje maken van de architectuur, midden 18de eeuw, vandaag op de erfgoedlijst van de Unesco.
Toen al werd hij gelauwerd tot baron van Corny. Hij stierf op 57-jarige leeftijd in Lunéville.

## Werken
- Place Stanislas
- Église Notre-Dame-de-Bonsecours de Nancy

- Bibliothèque nationale de France: cb119726771 (data)
- Gemeinsame Normdatei: 118710729
- International Standard Name Identifier: 0000 0000 6630 9159
- Library of Congress Control Number: n85222102
- Nederlandse Thesaurus van Auteursnamen: 07054946X
- RKD-Nederlands Instituut voor Kunstgeschiedenis: 100185
- Système universitaire de documentation: 027750973
- Union List of Artist Names: 500010676
- Virtual International Authority File: 15564146
- WorldCat: E39PBJhMpxXHWqC7vxrVbd7j4q